# 청남군
청남군(淸南郡)은 조선민주주의인민공화국 평안남도에 속하는 군이다. 행정구역명은 청천강의 남쪽에 있다는 데서 지어졌다. 고려 때 안융진(安戎鎭)이 있던 곳이다.

## 지리
평안남도의 연해부 북단에 있는 문덕군 내의 서부에 위치하며, 북쪽 경계는 안융천(安戎川)이다.
청남군에는 수출품 생산 기지가 존재한다.

## 역사
- 1980년 2월 - 평안 남도 문덕군의 안주로동지구, 신리・룡북리의 일부를 합병해 군과 동등한 행정구역으로서 청남구가 신설되었다.
- 1997년 - 문화로동자구, 상봉로동자구, 충성로동자구, 효성로동자구의 4개의 노동자구로 재편되면서 문덕군에 합쳐져 폐지되었다.
- 1999년 - 문화로동자구, 상봉로동자구, 충성로동자구, 효성로동자구, 신리, 룡북리와 서호로동자구의 일부를 분리하여 재설치되었다.
- 2020년 - 청남군으로 승격되었다.

## 행정 구역
9동(검은금동(검은金洞), 충성동(忠誠洞), 산업동(産業洞), 락원동(樂園洞), 상봉동(相逢洞), 문화동(文化洞), 새거리동, 강성동(强盛洞), 효성동(孝誠洞))과 2리(룡북리(龍北里), 신리(新里))를 관할한다.